# Camila Urioste
Camila Urioste Laborde (La Paz, Bolivia, 1980) es una escritora, dramaturga y poeta boliviana. 
Ganadora del Premio Nacional de Poesía "Yolanda Bedregal" en 2006, también ganadora del Premio Plurinacional de Bolivia, Eduardo Abaroa, en la especialidad de mejor texto de teatro original y del Premio Nacional de Novela el año 2017.

## Trayectoria
En 2009 escribió y llevó a escena su primera obra de teatro, Piedra papel y cuerda basada en el personaje de la escritora argentina Alejandra Pizarnik.
En 2013 se estrena y se publica su obra "El Crimen", dirigida por Miguel Vargas, en el Festival Internacional de Teatro de La Paz . En el mismo año participa del proyecto Long Distance Affair de la compañía de Nueva York "Popup Theatrics" con su obra "El espejo".
En 2013 también se estrena su obra "El pacto" dirigida por Fernando Arze Echalar, obra que gana el Premio Plurinacional Eduardo Abaroa como mejor texto original de teatro y el Premio Peter Travesí a mejor obra.
En 2014 se publica su segundo libro de poesía "Caracol".
También en 2014 se estrena su obra "El Cuerpo" dirigida por el actor y director Cristian Mercado.
En 2014 fue invitada a participar del proyecto "Arte Joven" en su versión para el Museo del Campesino en Budapest, con la obra “9 minutos”.
En 2015 escribe la obra de teatro y danza "Vértigo".
En 2017 su Novela "Soundtrack" gana el Premio Nacional de Novela en Bolivia.

## Publicaciones
- Columna de opinión "Las Peras del Olmo", periódico La Prensa. 2002 - 2006.
- Libro de poemas "Diario de Alicia", obra ganadora del Premio Nacional de Poesía Yolanda Bedregal, 2006.
- "Piedra, papel y cuerda" obra de teatro, 2009.
- "El crimen" obra de teatro
- "El pacto" obra de teatro
- "El cuerpo" obra de teatro
- libro de poesía "Caracol " 2014.
- Novela "Soundtrack" Premio Nacional de Novela 2017.